# Grassodenhaus

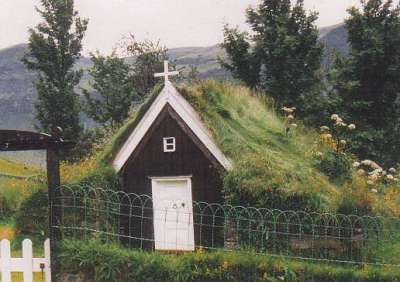
Grassodenkirche

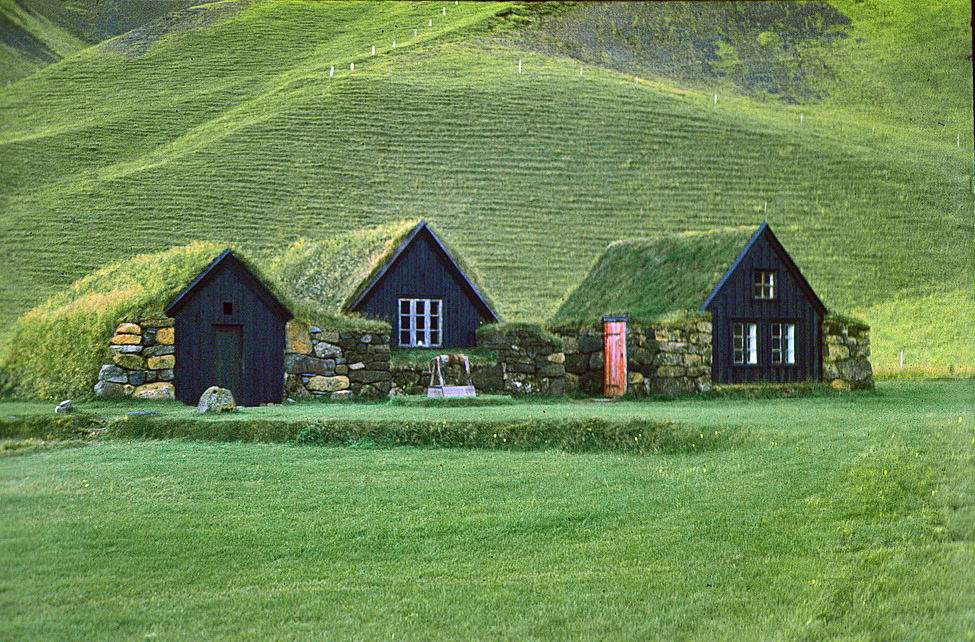
Grassodenhäuser auf Island

Ein Grassodenhaus (auch Torfplaggenhaus oder allgemein Plaggenhütte) ist eine feste Behausung in der Art eines Erdhauses, deren Wände oder Wandfüllungen und Dacheindeckung überwiegend aus aufgestapelten Grassoden oder aus getrockneten Torfplaggen errichtet sind, die vor Ort gestochen wurden. Bauten in dieser Technik gibt es heute noch an Orten mit starken Klimaschwankungen und dort, wo andere Baumaterialien wie Holz oder Stein nicht zur Verfügung stehen.
Behausungen, die sich zum Wärmeschutz teilweise im Erdboden befinden, werden als Grubenhäuser bezeichnet.

## Mitteleuropa
In Mitteleuropa, hier vor allem in Norddeutschland und den Niederlanden, waren Torfplaggenhütten vor allem in Moorkolonien vom 18. bis in das frühe 20. Jahrhundert verbreitet. Dort standen den meist armen Kolonisten keine Mittel für aufwändige Hauskonstruktionen zur Verfügung, so dass sie die vor Ort verfügbaren Baustoffe nutzten.
Auch im nordfriesischen Rungholt wurden Grassoden als Baumaterial verwendet.

## Island
Auf Island wurden Häuser in den Boden gegraben, die dabei anfallenden Grassoden wurden zu Wänden aufgestapelt. Sogar Kirchen wurden so gebaut, z. B. die Torfkirche Gröf.
Þjóðveldisbær ist der Nachbau des wikingerzeitlichen isländischen Gehöftes Stöng.

## Nordamerika

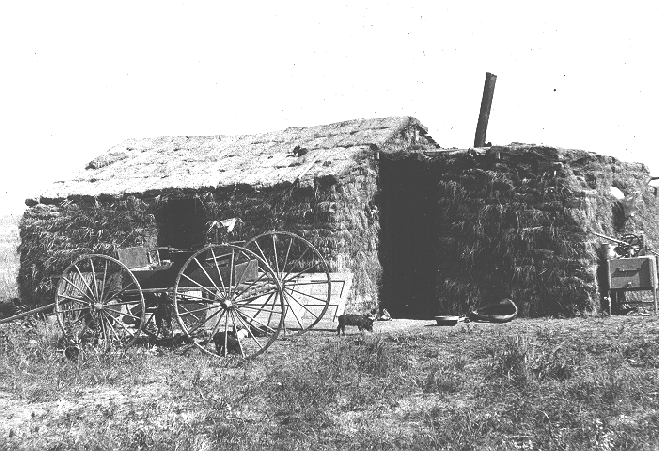
Grassodenhaus in den USA (1901)

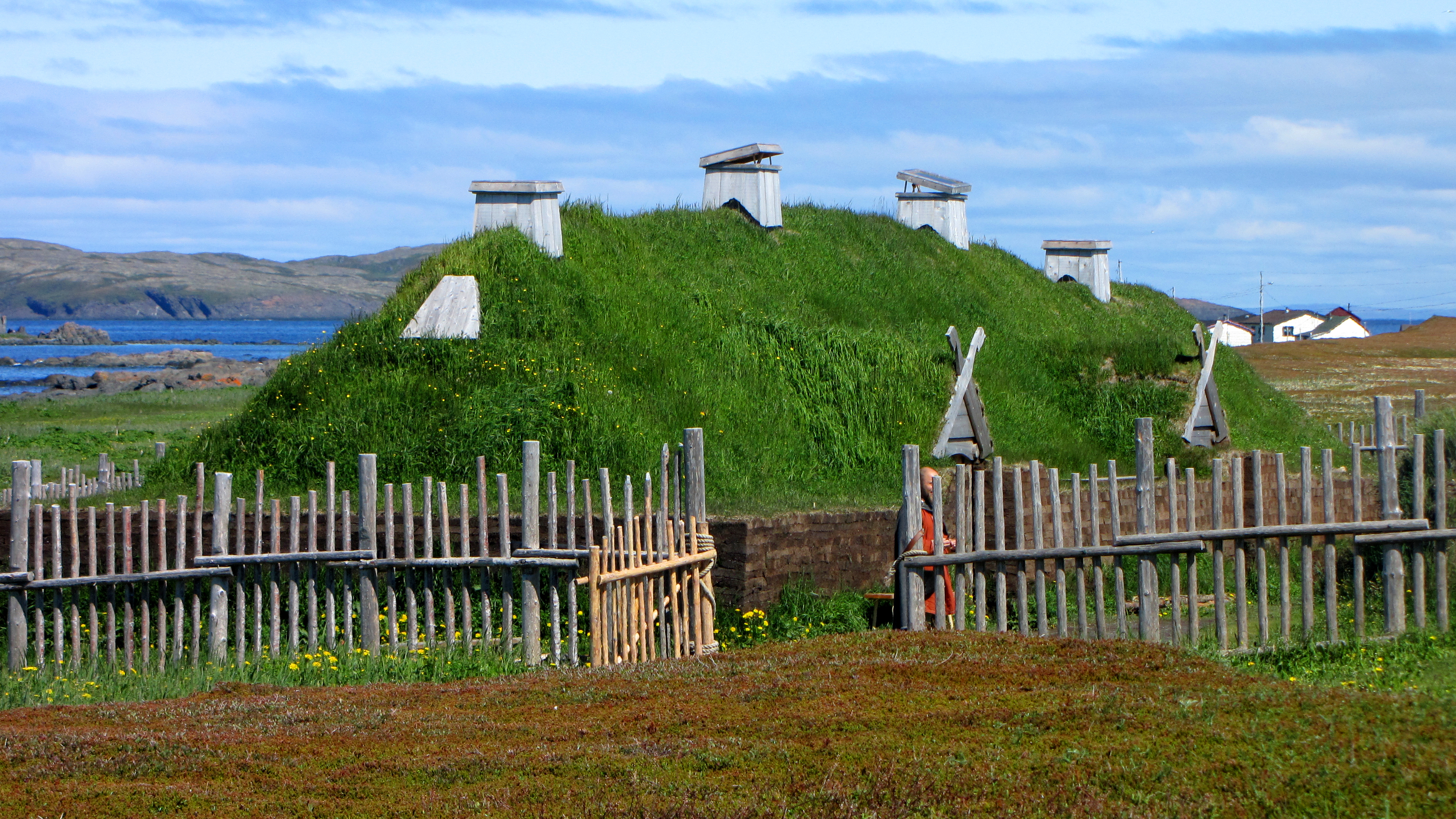
Ein rekonstruiertes Grassodenhaus der Wikinger in Neufundland, Kanada

In Nordamerika wurden Grassodenhäuser bei der Besiedlung der Prärie häufig als billige erste Behausung genutzt, wenn es kein leicht erreichbares Holz oder Steine als Baustoff gab. Da der Homestead Act besagte, dass man Land auch alleine dadurch erwerben konnte, indem man dort eine Behausung baute und das Land fünf Jahre lang kultivierte, fungierten Grassodenhäuser in der nordamerikanischen Prärie oftmals als die Keimzelle eines Grundbesitzes. Das dicke und vergleichsweise tiefe Wurzelwerk der Präriegräser gab den Wänden guten Halt. Diese boten zwar eine gute Isolation, hielten das Raumklima jedoch eher feucht. Von diesen Bauten scheinen keine erhalten zu sein.

## Arktis
Inuit verbrachten den Winter früher in Qarmaqs, deren Außenhaut aus zwei Lagen Fell oder Segeltuch mit dazwischenliegender Dämmung aus Moos bestand.